# 林鳴盛
林鳴盛（1546年—？），字元和，號丹山，福建興化府莆田縣赤柱巷人，民籍，明朝政治人物、進士出身。

## 生平
嘉靖四十三年（1564年）甲子科福建鄉試第二十二名，萬曆二年，登甲戌科會試第五十五名，廷試第三甲第四十四名進士。授南陵縣知縣，任內興辦太学会馆和武科会馆，为官六年，政绩卓著，时人誉为“林南陵”，与汤显祖友善。萬曆八年（1529）擢兵部主事，升武库员外郎，十二年（1584年）迁礼部主客司郎中，十七年至十九年出任彰德府知府。

## 家族
曾祖父林與萬；祖父林希顏；父林應棐，曾任冠帶生員。母黃氏。具庆下。